# Don Matteo
Don Matteo je italský televizní seriál, který produkuje Lux Vide ve spolupráci s Rai Fiction. Seriál byl poprvé vysílán na Rai 1 v roce 2000.

## Děj
V roce 1999 se katolický kněz Don Matteo po mnoha letech strávených v zahraničí jako misionář vrací do své rodné Umbrie a stává se farářem kostela sv. Jana Křtitele ve městě Gubbio. Od 9. série je farářem kostela sv. Eufémie ve Spoletu.
Díky přátelství s karabiniérem Ninem Cecchinim se kněz zabývá případy, které karabiniéři vyšetřují.
Na faře žije s kostelníkem Pippem a s hospodyní Natalinou Diotalleviovou.
Od 13. série se hlavní postavou stává Don Massimo.

## Série
| Série | Epizody | První díl       | Poslední díl       |
| ----- | ------- | --------------- | ------------------ |
| 1     | 16      | 7. ledna 2000   | 20. února 2000     |
| 2     | 16      | 21. října 2001  | 9. prosince 2001   |
| 3     | 16      | 27. září 2002   | 15. listopadu 2002 |
| 4     | 24      | 19. února 2004  | 6. května 2004     |
| 5     | 24      | 1. února 2006   | 27. dubna 2006     |
| 6     | 24      | 17. ledna 2008  | 10. dubna 2008     |
| 7     | 24      | 10. září 2009   | 26. listopadu 2009 |
| 8     | 24      | 15. září 2011   | 8. prosince 2011   |
| 9     | 26      | 9. ledna 2014   | 10. dubna 2014     |
| 10    | 26      | 7. ledna 2016   | 14. dubna 2016     |
| 11    | 25      | 11. ledna 2018  | 19. dubna 2018     |
| 12    | 10      | 9. ledna 2020   | 19. března 2020    |
| 13    | 10      | 31. března 2022 | 26. května 2022    |
| 14    | 10      | 17. října 2024  | 19. prosince 2024  |

## Postavy
- Don Matteo, hraje Terence Hill (1. – 13. série), farář
- Don Massimo/Matteo Mezzanotte, hraje Raoul Bova (13. sezóna – současnost), nový farář, který nahrazuje Dona Mattea ve Spoleru
- Nino Cecchini, hraje Nino Frassica (1. série – současnost), karabinier, inspektor
- Natalina Diotallevi, hraje Nathalie Guetta (1. série – současnost), hospodyně na faře
- Pippo, hraje Francesco Scali (1. série – současnost), kostelník
- Diego Martini, hraje Eugenio Mastrandrea (14. série – současnost), kapitán karabinierů ve Spoletu
- Giulia Mezzanotte, hraje Federica Sabatini (14. série – současnost), je sestra Dona Massima
- Vittoria Guidi, hraje Gaia Messerklinger (14. série – současnost), prokurátorka a bývalá láska kapitána Martiniho

celý seznam na seznam postav v seriálu Don Matteo

## Místa natáčení
Od 1. do 8. série se seriál natáčel v Gubbiu. Kostel, ve kterém Don Matteo sloužil mši je kostel sv. Jana Křtitele, interiér kostela ze seriálu však je z kostela sv. Martiala.
Od 9. série se seriál točil ve Spoletu. 
V seriálu se objevila také tato místa:
- Assisi
- Perugia
- Narni
- Bevagna
- Foligno
- Umbertide
- Fossato di Vico
- Frascati
- Orvieto
- V deváté a desáté sérii krátká videa předcházející epizodám představovala různá místa v Umbrii.
- Ussita
- Epizody Delitto in biblioteca a Non desiderare la roba d'altri se odehrávají ve Vatikánu.
- Campagnano di Roma

V epizodě L'amico ritrovato se objevují některé scény natočené v Gubbiu.
Spoleto

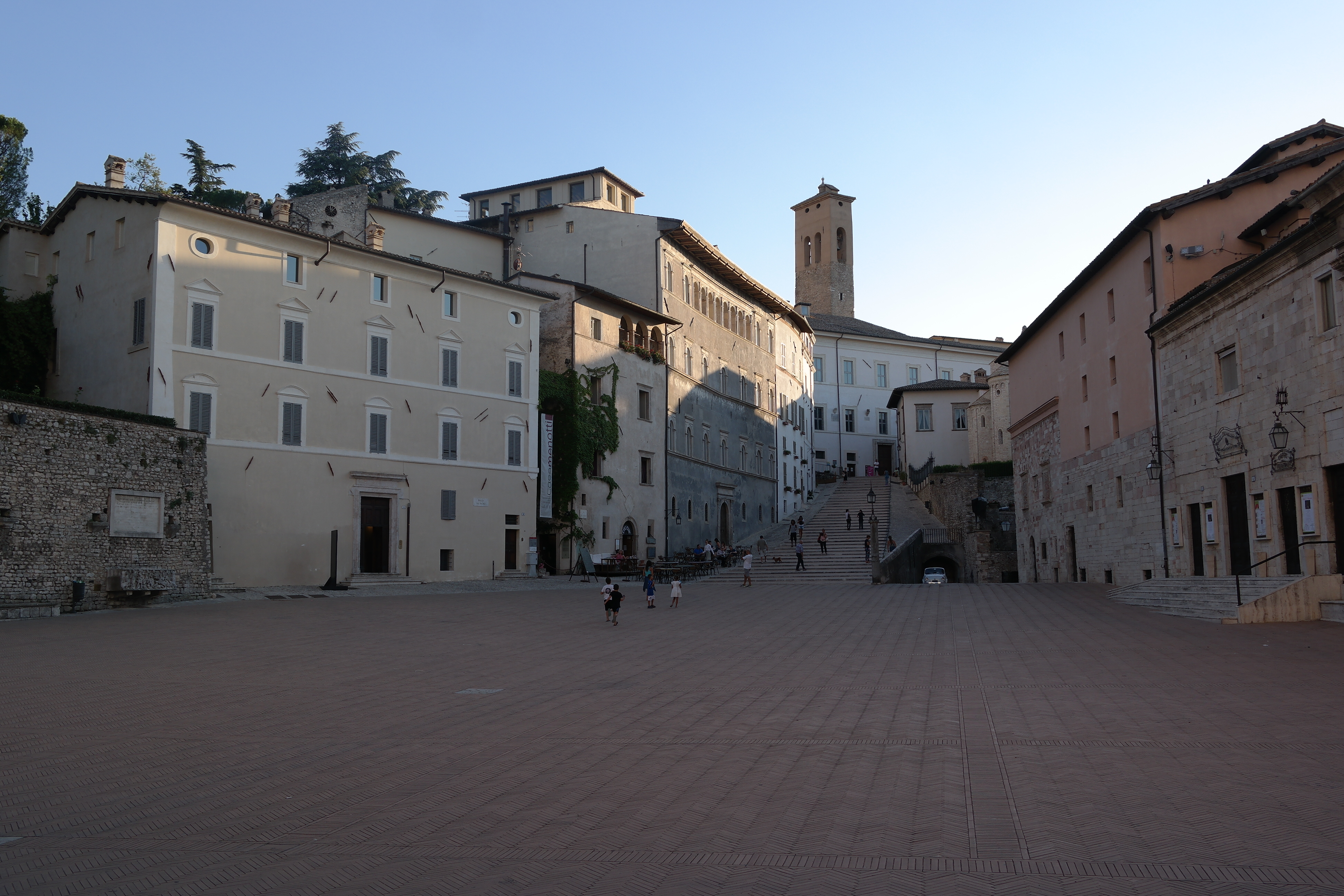
Palazzo Bufalini, kasárna karabinierů
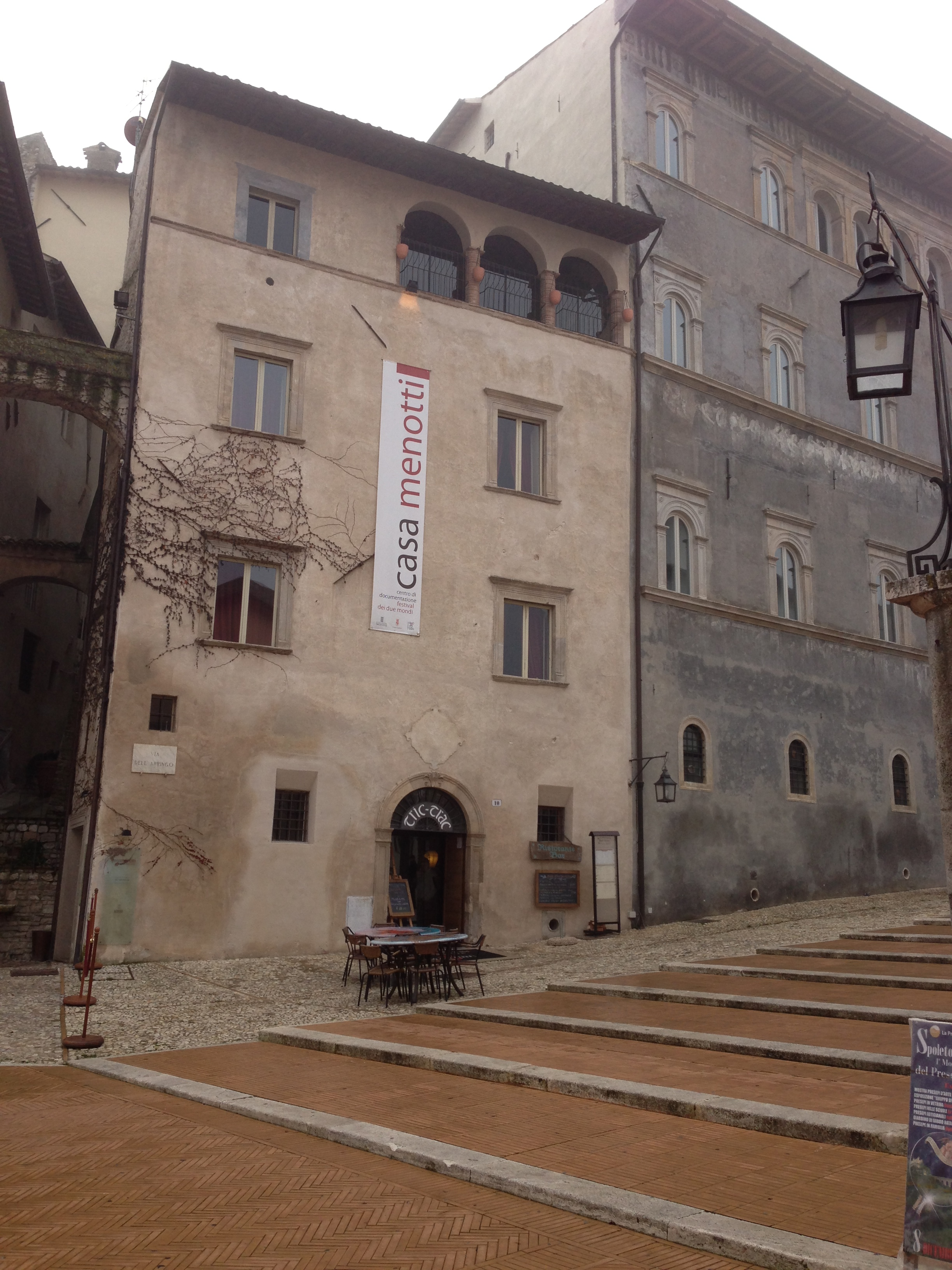
Menotti House, bar
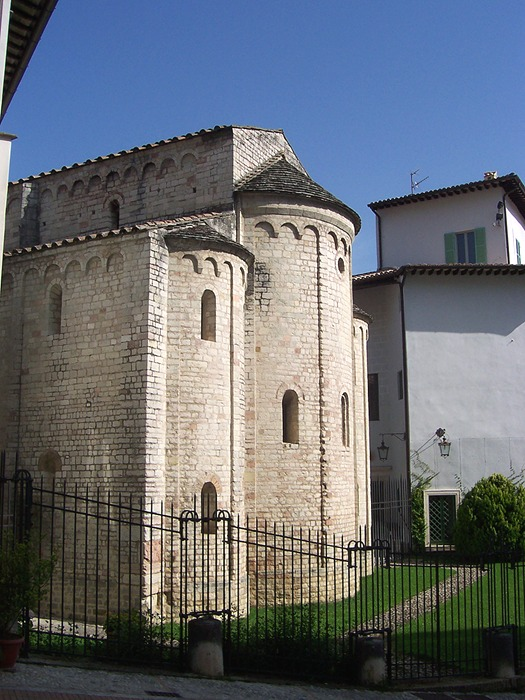
kostel sv. Eufémie ve Spoletu, kde sloužil mši Don Matteo
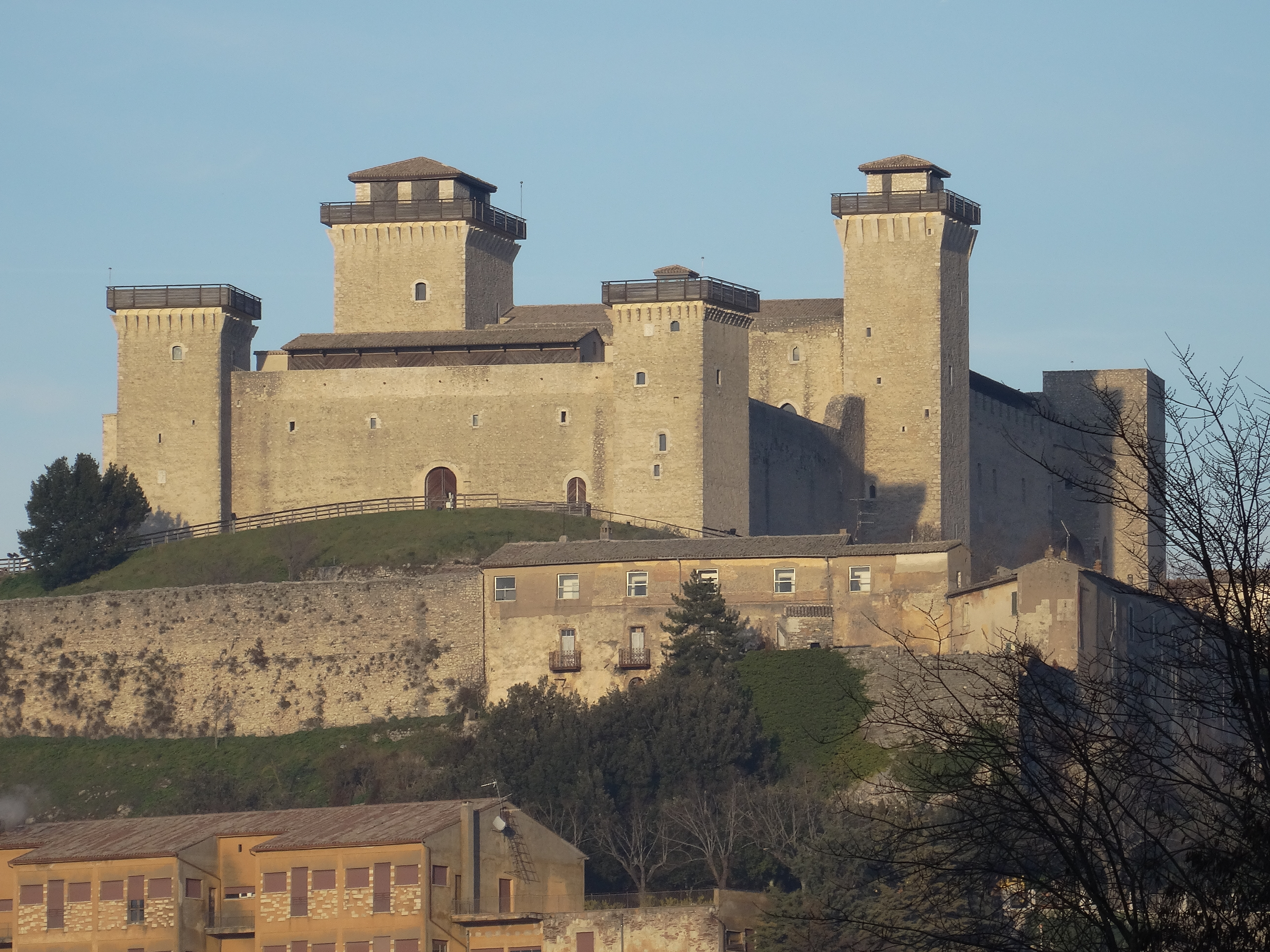
Rocca Albornoziana, vězení

## Remake
Od roku 2008 se na TVP1 vysílá polský remake Ojciec Mateusz. Ekvivalent Dona Mattea  hraje Artur Żmijewski. Děj seriálu se odehrává ve městě Sandomierz.
V Rusku se od září 2014 na ORT 1 vysílá seriál Otec Matvej (Отец Матвей). Ekvivalent Dona Mattea, ženatého kněze pravoslavné církve, který má dvě děti, hraje Vladimir Kolganov. Děj se odehrává ve městě Suzdal.

## Merchandising
- Dne 1. října 2002 vydalo nakladatelství Edizioni San Paolo knihu Don Matteo: La strategia dello scorpione - La rosa antica ( [s.l.]: [s.n.] ISBN 88-215-4793-0.). Knihu napsala Alessandra Caneva a obsahuje předmluvu Terence Hilla.
- Od dubna 2004 vydává časpis Il Giornalino komiksy inspirované televizním seriálem Don Matteo.
- Dne 2. března 2005 vydala Edizioni San Paolo DVD edici čtyř epizod první série.
- Od 17. dubna 2008 nabízí týdeník Oggi kolekci DVD obsahující všechny epizody první a druhé série seriálu.
- Od 10. ledna 2013 do 20. června 2013 nabízel týdeník A Sua immagine kolekci DVD distribuovaných společností Edizioni Master, která obsahovala všechny epizody čtvrté, páté a šesté série.

## Ocenění
V roce 2002, na 42. ročníku televizního festivalu v Monte Carlu byly za seriál Don Matteo uděleny dvě ceny, Terence Hillovi a producentovi Alessandru Jacchiovi.
Dne 28. února 2014 bylo Terence Hillovi uděleno čestné občanství města Gubbio.